# 大海利希湖

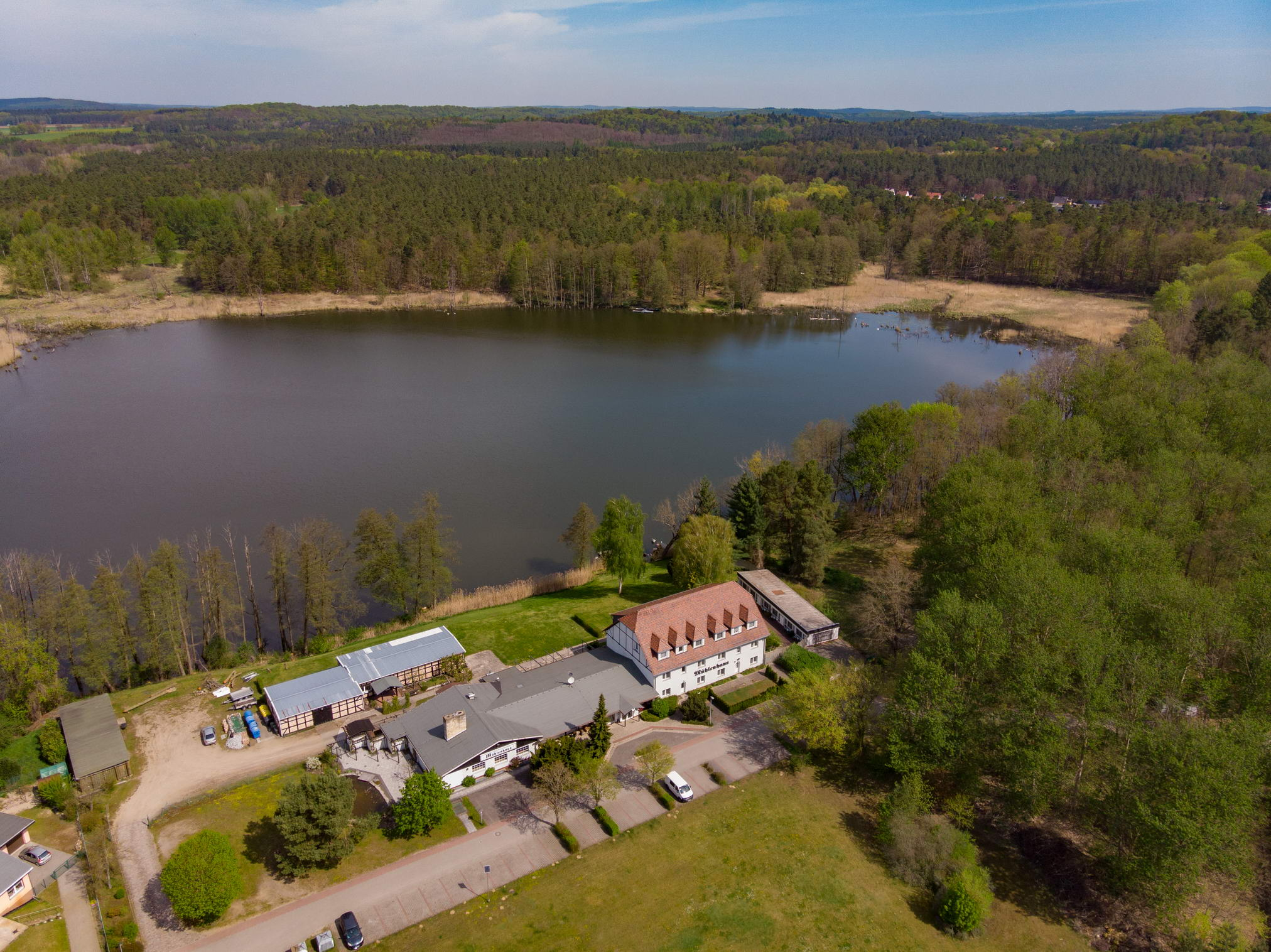

52°52′53″N 13°52′1″E / 52.88139°N 13.86694°E
大海利希湖（德語：Großer Heiliger See），是德國的湖泊，位於該國西南部，由勃蘭登堡州負責管轄，處於肖林，面積0.001平方公里，最大水深11米，湖岸線長度1.2公里。